# Fremmed i et fremmed land
Fremmed i et fremmed land er en dansk dokumentarfilm fra 1996 instrueret af Andy Brannigan.

## Handling
Filmen følger tre familier i deres hverdag. Familierne er fra tre forskellige lande med hver deres mening om Danmark, hvordan de kom hertil, og hvad de mener fremtiden vil bringe dem. Filmen skal ikke opfattes som et interview, men mere som en personlig skildring.